# Paraclius atricornis
Paraclius atricornis är en tvåvingeart som beskrevs av Octave Parent 1934. Paraclius atricornis ingår i släktet Paraclius och familjen styltflugor.
Artens utbredningsområde är Zimbabwe. Inga underarter finns listade i Catalogue of Life.